# Division nationale (Schach) 1995/96
Die Division nationale (Schach) 1995/96 war die höchste Spielklasse der luxemburgischen Mannschaftsmeisterschaft im Schach.
Meister wurde Gambit Bonnevoie, während sich der Titelverteidiger Cercle d'échecs Dudelange mit dem dritten Platz begnügen musste. Aus der Promotion d'honneur waren die zweite Mannschaft von Gambit Bonnevoie und Cercle d'échecs Matt Schifflange aufgestiegen. Während Bonnevoies zweite Mannschaft den Klassenerhalt erreichte, musste Schifflange zusammen mit Cercle d'échecs Bettembourg absteigen.
Zu den gemeldeten Mannschaftskadern siehe Mannschaftskader der Division nationale (Schach) 1995/96.

## Modus
Das Turnier war unterteilt in eine Vorrunde und eine Endrunde. Die acht teilnehmenden Mannschaften spielten zunächst ein einfaches Rundenturnier. Die ersten Vier spielten im Poule Haute um den Titel, die letzten vier im Poule Basse gegen den Abstieg. Über die Platzierung entschied zunächst die Summe der Mannschaftspunkte (1 Punkt für einen Sieg, 0,5 Punkte für ein Unentschieden, 0 Punkte für eine Niederlage), anschließend die Zahl der Brettpunkte (1 Punkt für einen Sieg, 0,5 Punkte für ein Remis, 0 Punkte für eine Niederlage). Für die Endplatzierung wurden sowohl die Punkte aus der Vorrunde als auch die Punkte aus der Endrunde berücksichtigt.

## Spieltermine
Die Wettkämpfe wurden ausgetragen am 15. und 22. Oktober, 5. und 19. November, 3. und 17. Dezember 1995, 7. Januar, 25. Februar, 10. und 24. März 1996.

## Vorrunde
Wie im Vorjahr qualifizierten sich Gambit Bonnevoie, Le Cavalier Belvaux, Cercle d'échecs Dudelange und Le Cavalier Differdange für den Poule Haute und gewannen dabei alle Wettkämpfe gegen die zweiten Tabellenhälfte.

### Abschlusstabelle
| Pl. | Verein                                      | Sp | G | U | V | MP      | Brett-P.  |
| --- | ------------------------------------------- | -- | - | - | - | ------- | --------- |
| 01. | Gambit Bonnevoie I. Mannschaft              | 7  | 6 | 1 | 0 | 6,5:0,5 | 42,0:14,0 |
| 02. | Cercle d'échecs Dudelange (M)               | 7  | 6 | 0 | 1 | 6:1     | 39,5:16,5 |
| 03. | Le Cavalier Belvaux                         | 7  | 5 | 1 | 1 | 5,5:1,5 | 38,0:18,0 |
| 04. | Le Cavalier Differdange                     | 7  | 4 | 0 | 3 | 4:3     | 29,5:26,5 |
| 05. | Cercle d'échecs Philidor Dommeldange-Beggen | 7  | 3 | 0 | 4 | 3:4     | 26,0:30,0 |
| 06. | Cercle d'échecs Bettembourg                 | 7  | 2 | 0 | 5 | 2:5     | 22,0:34,0 |
| 07. | Gambit Bonnevoie II. Mannschaft (N)         | 7  | 1 | 0 | 6 | 1:6     | 17,0:39,0 |
| 08. | Cercle d'échecs Matt Schifflange (N)        | 7  | 0 | 0 | 7 | 0:7     | 10,0:46,0 |

### Entscheidungen
|     | Teilnehmer am Poule Haute: Gambit Bonnevoie I. Mannschaft, Cercle d'échecs Dudelange, Le Cavalier Belvaux, Le Cavalier Differdange                                     |
|     | Teilnehmer am Poule Basse: Cercle d'échecs Philidor Dommeldange-Beggen, Cercle d'échecs Bettembourg, Gambit Bonnevoie II. Mannschaft, Cercle d'échecs Matt Schifflange |
| (M) | Meister der letzten Saison |
| (N) | Aufsteiger der letzten Saison |

### Kreuztabelle
| Ergebnisse | Ergebnisse                                  | 01. | 02. | 03. | 04. | 05. | 06. | 07. | 08. |
| ---------- | ------------------------------------------- | --- | --- | --- | --- | --- | --- | --- | --- |
| 01.        | Gambit Bonnevoie I. Mannschaft              |     | 6   | 4   | 5½  | 4½  | 7½  | 7   | 7½  |
| 02.        | Cercle d'échecs Dudelange                   | 2   |     | 6½  | 4½  | 6½  | 6   | 6   | 8   |
| 03.        | Le Cavalier Belvaux                         | 4   | 1½  |     | 6½  | 5½  | 6   | 7½  | 7   |
| 04.        | Le Cavalier Differdange                     | 2½  | 3½  | 1½  |     | 5   | 4½  | 5½  | 7   |
| 05.        | Cercle d'échecs Philidor Dommeldange-Beggen | 3½  | 1½  | 2½  | 3   |     | 5   | 4½  | 6   |
| 06.        | Cercle d'échecs Bettembourg                 | ½   | 2   | 2   | 3½  | 3   |     | 6½  | 4½  |
| 07.        | Gambit Bonnevoie II. Mannschaft             | 1   | 2   | ½   | 2½  | 3½  | 1½  |     | 6   |
| 08.        | Cercle d'échecs Matt Schifflange            | ½   | 0   | 1   | 1   | 2   | 3½  | 2   |     |

## Endrunde

### Poule Haute
Bonnevoie hatte mit 6,5:0,5 Punkten die beste Ausgangsposition. Zwei Siege gegen Differdange und Dudelange sicherten vor der letzten Runde schon fast den Titelgewinn, lediglich eine hohe Niederlage (mindestens 1:7) gegen Belvaux hätte diesen noch den Titel überlassen. Tatsächlich gewann Bonnevoie 4,5:3,5 und wurde damit Meister.

#### Abschlusstabelle
| Pl. | Verein                         | Sp | G | U | V | MP      | Brett-P.  |
| --- | ------------------------------ | -- | - | - | - | ------- | --------- |
| 01. | Gambit Bonnevoie I. Mannschaft | 10 | 9 | 1 | 0 | 9,5:0,5 | 59,5:20,5 |
| 02. | Le Cavalier Belvaux            | 10 | 7 | 1 | 2 | 7,5:2,5 | 52,5:27,5 |
| 03. | Cercle d'échecs Dudelange (M)  | 10 | 6 | 0 | 4 | 6:4     | 46,5:33,5 |
| 04. | Le Cavalier Differdange        | 10 | 5 | 0 | 5 | 5:5     | 38,5:41,5 |

#### Entscheidungen
|     | Luxemburgischer Meister: Gambit Bonnevoie I. Mannschaft |
| (M) | Meister der letzten Saison                              |

#### Kreuztabelle
| Ergebnisse | Ergebnisse                | 01. | 02. | 03. | 04. |
| ---------- | ------------------------- | --- | --- | --- | --- |
| 01.        | Gambit Bonnevoie          |     | 4½  | 6½  | 6½  |
| 02.        | Le Cavalier Belvaux       | 3½  |     | 5½  | 5½  |
| 03.        | Cercle d'échecs Dudelange | 1½  | 2½  |     | 3   |
| 04.        | Le Cavalier Differdange   | 1½  | 2½  | 5   |     |

### Poule Basse
Nach der Vorrunde waren der Klassenerhalt von Dommeldange-Beggen und der Abstieg von Schëffleng praktisch nicht zu vermeiden. Die Entscheidung zwischen Bettembourg und Bonnevoies zweiter Mannschaft fiel am grünen Tisch. Zwar gewann Bettembourg den Wettkampf mit 4,5:3,5, dieser wurde jedoch 8:0 für Bonnevoies zweite Mannschaft gewertet, so dass Bettembourg absteigen musste.

#### Abschlusstabelle
| Pl. | Verein                                      | Sp | G | U | V  | MP   | Brett-P.  |
| --- | ------------------------------------------- | -- | - | - | -- | ---- | --------- |
| 05. | Cercle d'échecs Philidor Dommeldange-Beggen | 10 | 6 | 0 | 4  | 6:4  | 40,0:40,0 |
| 06. | Gambit Bonnevoie II. Mannschaft (N)         | 10 | 3 | 0 | 7  | 3:7  | 36,5:43,5 |
| 07. | Cercle d'échecs Bettembourg                 | 10 | 3 | 0 | 7  | 3:7  | 30,5:49,5 |
| 08. | Cercle d'échecs Matt Schifflange (N)        | 10 | 0 | 0 | 10 | 0:10 | 16,0:64,0 |

#### Entscheidungen
|     | Absteiger in die Promotion d'honneur: Cercle d'échecs Bettembourg, Cercle d'échecs Matt Schifflange |
| (N) | Aufsteiger der letzten Saison                                                                       |

#### Kreuztabelle
| Ergebnisse | Ergebnisse                                  | 05. | 06. | 07. | 08. |
| ---------- | ------------------------------------------- | --- | --- | --- | --- |
| 05.        | Cercle d'échecs Philidor Dommeldange-Beggen |     | 4½  | 4½  | 5   |
| 06.        | Gambit Bonnevoie II. Mannschaft             | 3½  |     | 8   | 8   |
| 07.        | Cercle d'échecs Bettembourg                 | 3½  | 0   |     | 5   |
| 08.        | Cercle d'échecs Matt Schifflange            | 3   | 0   | 3   |     |

## Die Meistermannschaft
| 1.            | Gambit Bonnevoie |
| Schachfiguren | Denis Baudot, Pierre Blaeser, Guy Monaville, Andreas Roll, Robert Ackermann, Pierre Christen, Nico Daubenfeld, Henri Moris, Patrick Burkart, Timothy Upton, Lars-Bo Rasmussen, Marc Huberty, Gunnar Gnad, Léon Buchholtz, Thomas Pähtz. |